# Élisabeth-Claire Tardieu
Pour les articles homonymes, voir Tardieu (patronyme).
Élisabeth-Claire Tardieu, née Tournay en 1731 à Paris, où elle est morte le 3 mai 1773, est une graveuse française.

## Biographie
Cette artiste est la seconde épouse du graveur Jacques-Nicolas Tardieu.

## Œuvres principales
On cite souvent, parmi son travail, les gravures suivantes :
- L'Aimable accord, d'après Jean-François de Troy[1] ;
- Sainte Agnès, d'après Le Corrège[2] ;
- Passage de l'Ombre de la Lune au travers de l'Europe dans l'Eclipse de Soleil central et annulaire qui s'observent le 1r avril 1764 depuis le Cap St Vincent extrémité méridionale de l'Espagne jusqu'au Cap Whardus, dans la mer Glaciale.
- La Vieille Coquette, d’après Pierre-Louis Dumesnil ;
- Le déjeuner de l'enfant, d'après Pierre-Louis Dumesnil[3] ;
- La Dame de charité, d'après Pierre-Louis Dumesnil[4] ;
- Le Joli Dormir, d’après Jeaurat[5] ;
- La Marchande de moutarde allemande, d’après Charles-François Hutin[6].

Gravures d'Élisabeth-Claire Tardieu
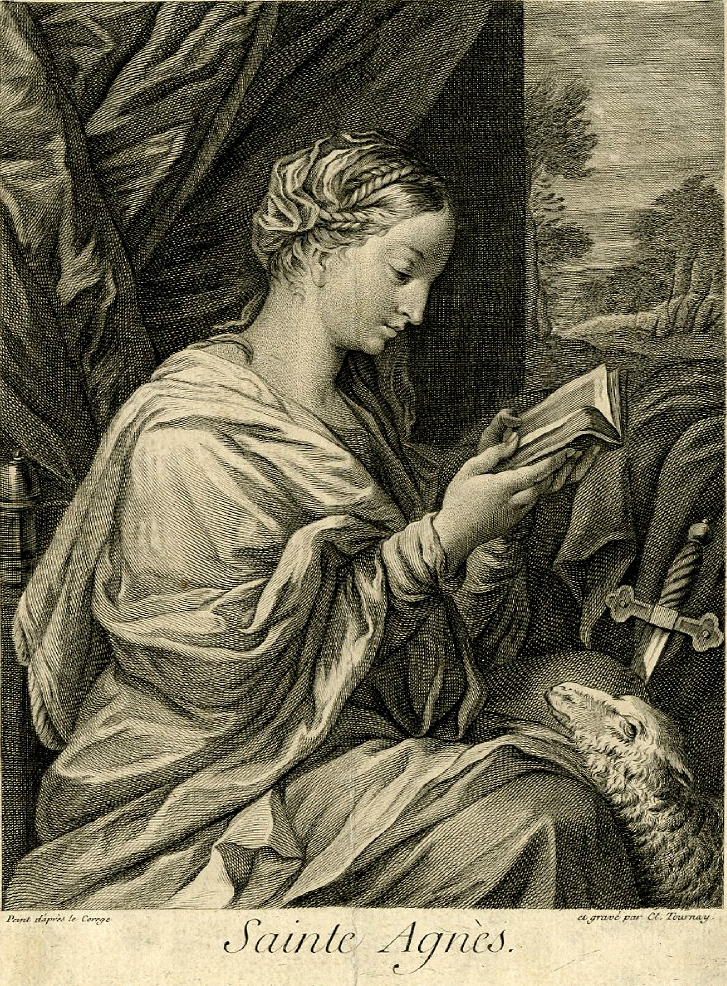
Sainte Agnès, British Museum
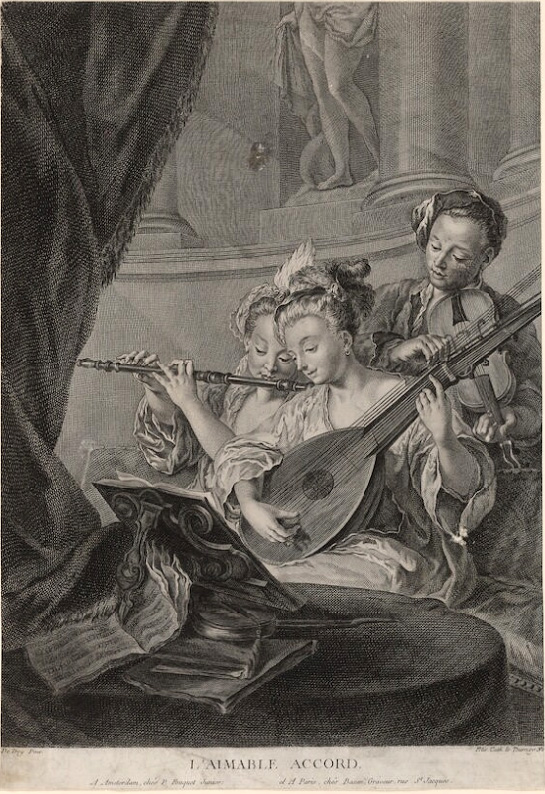
L'Aimable accord, Bibliothèque du Congrès
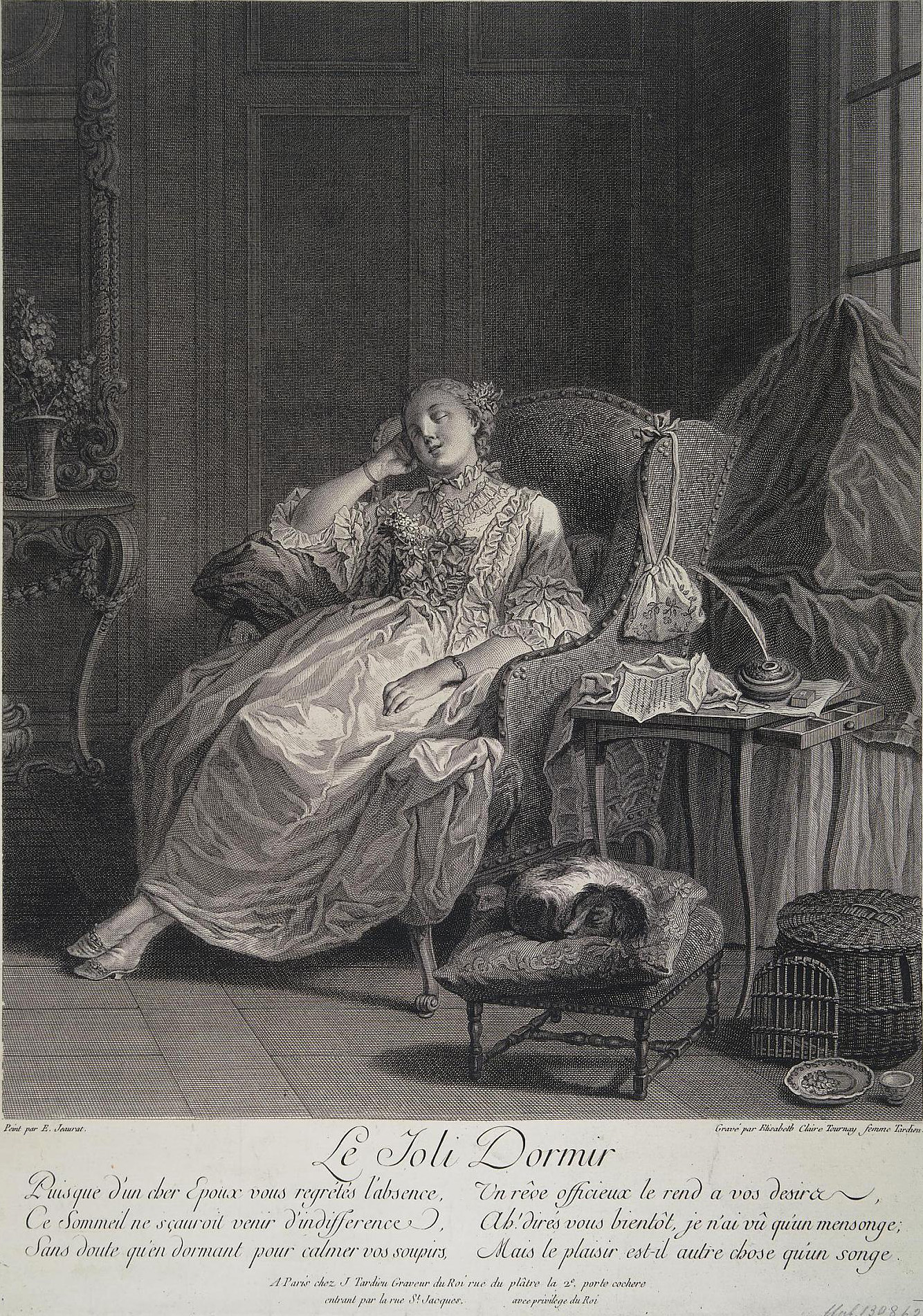
Le Joli dormir, Rijksmuseum Amsterdam
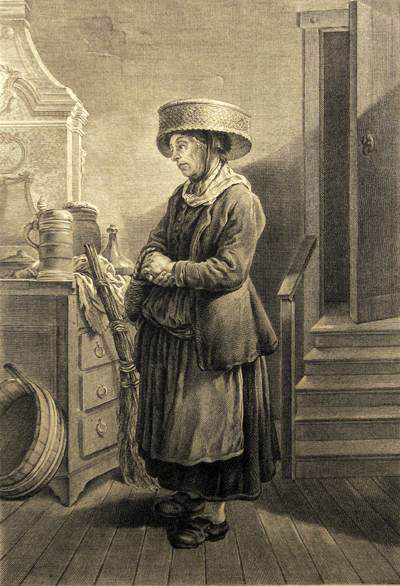
La Marchande de moutarde allemande, collection privée